# Wolfgang Wenger
Wolfgang Wenger (* 18. November 1962 in Braunau am Inn) ist ein österreichischer Schriftsteller.

## Leben
Wolfgang Wenger wuchs auf im oberösterreichischen Gurten und in Linz/Donau. Er studierte Germanistik und Religionspädagogik an der Universität Salzburg; dieses Studium schloss er mit dem Magistergrad ab. Seitdem wirkt er als Lehrer an einer Höheren Lehranstalt für Wirtschaftliche Berufe in St. Johann im Pongau, daneben leitete er Lehrerfortbildungen und nahm Lehraufträge für Fachdidaktik Deutsch im Fachbereich Germanistik der Universität Salzburg wahr. Außerdem ist Wenger schriftstellerisch tätig. Er lebt in Adnet/Bezirk Hallein.
Wolfgang Wenger ist Verfasser von erzählender Prosa, Essays und Lyrik.
Wolfgang Wenger erhielt u. a. folgende Auszeichnungen: 1989 den Rauriser Förderpreis, 1994 ein Jahresstipendium des Landes Salzburg sowie 1997 ein Österreichisches Staatsstipendium. 2008 wurde ihm der Salzburger Lyrikpreis zugesprochen. 1995 nahm er am Ingeborg-Bachmann-Wettbewerb in Klagenfurt teil.  2017 war er Preisträger beim Ö1 Literaturwettbewerb "Aber sicher!" mit dem Science-Fiction-Text "Das Nautilus-Kalkül", erschienen in der Anthologie "Aber sicher! Die besten Texte aus dem Ö1 Literaturwettbewerb", herausgegeben von Edith-Ulla Gasser im Verlag Braumüller.

## Werke
- Weit weg in den Filmen, Kurzprosa, Salzburg/Wien: Residenz Verlag 1990
- Die Gleichgültigkeit der Wüstenbewohner, Prosa, Salzburg/Wien: Residenz Verlag 1991
- Die Manhattan-Maschine, Roman, Salzburg/Wien: Residenz Verlag 1992
- Die Geschichte des Augenblicks, Prosa, Salzburg/Wien: Residenz Verlag 1996
- Die Zeitenmühle, Zwölf Märchen, Salzburg/Wien: Otto Müller Verlag 2001
- Shivas Kopf, Frankfurt am Main: O.W. Barth Verlag 2004 (als Fischer Taschenbuch 2006)
- Drei Schritte für den Berg Fuji, Gosau/Salzburg/Wien: Arovell Verlag 2009
- Maras Reise ins Herz der Welt (Jugendroman), Salzburg/Wien: Edition Tandem 2009
- "Den Wind üben, die Blätter, den Baum", Gedichte (mit Zeichnungen von Maria Anna Mahr), Salzburg/Wien: Edition Tandem 2010
- "Was kann ich? Was kannst du?", Kinderbuch (mit Bildern von Susanne Popelka), Salzburg/Wien: Edition Tandem 2011
- "Die Insel der verschwundenen Klänge", Fantasy-Roman für junge Menschen ab 12 Jahren, All-Age-Buch (mit Illustrationen von Luka Leben), Salzburg/Wien: Edition Tandem 2012